# Аш (блюдо)
Аш (перс. آش‎) — густой суп/рагу, который обычно подается горячим и является частью иранской кухни. Он также есть в афганской, азербайджанской, кавказской и турецкой кухнях.
Слово «повар» звучит на персидском языке как «ошпаз». Слово представляет собой сочетание двух персидских слов «ош» и «паз» и буквально означает «человек, который готовит ош». Также слово «кухня» переводится как «ошпазхане»: сочетание слов «ошпаз» и «хане», что означает дом.

## Ингредиенты
Для аша могут использоваться различные ингредиенты, например: пшеничная лапша, куркума, овощи (брокколи, морковь, лук, сельдерей, шпинат, чеснок, халапеньо), бобовые (нут, фасоль), зелень (укроп, мята, кориандр, фаршированная кинза), йогурт и молотая баранина, говядина или курица.
В зависимости от типа аша, он может содержать различные типы зерна, бобовых (нут, фасоль, чечевица), овощи, помидоры, репа, травы (петрушка, шпинат, укроп, зелёный лук, кориандр, сушёная мята), лук, масло, мясо, чеснок, кесме (аш-э реште) и специи, такие как соль, перец, куркуму, шафран и др.
Аш можно считать полноценным или первым блюдом. Аш часто можно купить в персидских магазинах в консервированном виде, в виде сухих смесей или замороженных.

## Разновидности

### Афганская кухня
Афганский суп обычно готовят с лапшой и различными овощами на бульоне на основе томатов. В афганской версии супа чаще являются помидоры или томатный бульон. Его заправляют чако (йогуртовым соусом) и сухими/измельчёнными листьями мяты.

### Иранская кухня
В иранской кулинарии насчитывается более 50 видов густого супа (аш), а аш-э реште — один из самых популярных видов. Некоторые другие хорошо известные аши включают: аш-э-анар (гранатовое рагу), аш-э-йо (ячменное рагу), аш-э-дуг, аш-э-сак (тушёное рагу из шпината), аш-е-торш (свёклы, соленья). Иранская вариация аша часто дополняется гарниром (нана-даг) жареным мятным маслом, чесночной стружкой или чипсами-шалотом. Кале Джуш (перс. کله‌جوش‎) или Калджуш (перс. کلجوش‎) — типичный персидский аш, который включает мясо (по желанию), курут, зелёную чечевицу, белую свеклу (собранную с гор) и нут.